# Peperomia pseudosalicifolia
Peperomia pseudosalicifolia är en pepparväxtart som beskrevs av William Trelease. Peperomia pseudosalicifolia ingår i släktet peperomior, och familjen pepparväxter. Inga underarter finns listade i Catalogue of Life.